# Dichapetalum vondrozanum
Dichapetalum vondrozanum är en tvåhjärtbladig växtart som beskrevs av Descoings. Dichapetalum vondrozanum ingår i släktet Dichapetalum och familjen Dichapetalaceae. Inga underarter finns listade i Catalogue of Life.